# Itáliai Királyság (888–962)
Az Itáliai Királyság a Karoling Frank Birodalom egyik utódállama volt a középkorban.

## Megalakulása

### A hatalom kiterjesztése Itáliára
Miután Bizánc itáliai közigazgatási egységét, a Ravennai Exarchátust a longobárdok javarészt elfoglalták, Rómára és a pápára is szemet vetettek. Liutprand király fejébe vette egész Itália meghódításának tervét, amiért összekülönbözött a pápával. Habár Liutprand nem tudta tervét megvalósítani, utóda Aistulf 751-ben elfoglalta Ravennát, véget vetve ezzel az itáliai bizánci uralomnak, majd ostrom alá vette Rómát is. A várost csak Kis Pippin frank király beavatkozása mentette meg. Emiatt a longobárdok és frankok viszonya megromlott, aminek eredménye az lett, hogy 773–774-ben Nagy Károly frank király meghódította a Longobárd Királyságot, amely így beolvadt a Frank Birodalomba.

### Egy birodalom meginog
Miután I. Jámbor Lajos meghalt 840-ben, fiai egymás ellen fordultak. Legidősebb fia I. Lothár örökölte apja trónját, de testvérei Kopasz Károly és Német Lajos haddal indultak ellene, és a fontenay-i csatában vereséget mértek rá. 843-ban megkötötték a verduni szerződést. I. Lothár megőrizte császári címét és egy földsávot Németalföld és Észak-Itália között, nagyjából a Rajna és a Rhône folyók mentén, mely a Középső Frank Királyság nevet viselte. A királyság itt még magában foglalta Itáliát, Burgundiát, Provence-ot és Austrasia nyugati felét. Lothár császárságát három fia közt osztotta szét:
- II. (Ifjabb) Lajos (822 – 875), Itália királya, majd apja halála után a császári cím örököse
- II. Lothár (827 – 869), Lotharingia és Felső-Burgundia királya
- Provence-i Károly (845 – 863), Alsó-Burgundia (Provence) királya.

Miután II. Lothár és Provence-i Károly meghalt, királyságukat felosztotta II. (Ifjabb) Lajos, Német Lajos és Kopasz Károly a Meersseni szerződésben.
876-ban meghalt Német Lajos keleti frank király. Három fia tovább osztozott birodalmán: Karlmann Bajorország és a délkeleti grófságok, III. (ifjabb) Lajos a Rajna-vidék, III. (Kövér) Károly római császár pedig Alamannia ura lett.
877-ben elhunyt II. (Kopasz) Károly nyugati frank király is, akit a három utódja, II. (Hebegő) Lajos 879-ben, és ennek fiai, III. Lajos 882-ben és Karlmann 884-ben is hamarosan követte a sírba.
Időközben az utolsó Lothár-ági leszármazott, II. Lajos frank császár is Karlmannt jelölte ki utódjául a császári trónra.[3] Lajos 875-ben meghalt, mire Karlmann fivérével,  III. (Kövér) Károllyal együtt átkelt az Alpokon, de elkésett: nagybátyja, Kopasz Károly őt megelőzve Noviban VIII. János pápával császárrá koronáztatta magát.[3]
877-ben a király újra Itáliába vonult hadseregével.[3] A hűbéreseitől cserbenhagyott Kopasz Károly  Franciaország felé visszavonult, de útközben meghalt (talán megmérgezték).[3] Ezzel szabaddá vált az út  Karlmann számára a császári trón felé.[4] Itália királyává történő megkoronázását követően még tárgyalt ugyan a pápával császárrá való felkenéséről,[5] ám az idő újra közbeszólt: megbetegedett, és 877 végén visszatért Bajorországba.[4] Teljesen már sohasem épült föl.[4] 879-ben egy roham alkalmatlanná tette az uralkodásra és így apjához hasonlóan felosztotta területeit. Lajosra hagyta Bajorországot és Károlyra Itáliát. Karlmannnak nem volt legitim gyermeke, de volt egy ágyasa, Litwinde. Törvénytelen fia, Arnulf megkapta a Karintia hercege címet. De ez a törvénytelen gyermek sokkal többre vitte. Később német és itáliai király majd császár is lett.
Az elhunyt II. (Kopasz) Károly nyugati frank király három utódja, II. (Hebegő) Lajos 879-ben, és ennek fiai, III. Lajos 882-ben és Karlmann 884-ben hamarosan követte őt a sírba.880-ban a ribemont-i szerződéssel III. (ifjabb) Lajos keleti frank király megkapta Hebegő Lajos gyermekeitől III. Lajos nyugati frank királytól és Karlmann nyugati frank királytól Lotaringia nyugati részét.

### Az utolsó frank római császár
885-ben III. (Kövér) Károly ismét egyesítette Nagy Károly egész birodalmát, de 887-ben le kellett mondania a keleti frank koronáról, mert a nemesség elégedetlen volt vele, mivel nem tudta az országot megvédeni a normannoktól.
Ahogy III. (Kövér) Károly uralkodása során egyre alkalmatlanabbá vált, egyre több probléma vetődött fel 887 elején. Az év nyarán, feladva fiának utódlási terveit, a császár elismerte Párizsi Odót és Friuli Berengárt, Friuli őrgrófját rokonainak az udvarban. Valószínűleg utódainak is elfogadta őket saját királyságukban.
November 11-én egy birodalmi gyűlést hívott össze Frankfurtba. Mialatt a híreket fogadta, ambiciózus unokaöccse, Karintiai Arnulf, lázadást szított és bajor illetve szláv seregekkel vonult a keleti frankok földjére. A következő hetekben Károly teljes hatalmi építménye összeomlott a térségben. Legtovább hűséges alemannjai tartottak ki mellette. Lotaringia népe sohasem fogadta el ténylegesen a trónfosztást. November 17-étől Károlyt megfosztották minden hatalmától. A pontos események ismeretlenek. Amellett hogy megbüntette a lázadókat, akadályozta Arnulfot a mozgásban. Hamarosan ismét megbetegedett, és valószínűleg Bernátra és Lajosra bízta a hatalmat. Néhány birtokot kért Svábföldön, ahol eltöltheti hátralévő napjait. Hat héttel később halt meg, 888. január 13-án.
Károly birodalma kettészakadt és soha többé nem egyesült újra. Regino prümi apát szerint a birodalom egyik felében belső körökből választottak egy királyt. Arnulf valószínűleg az egész birodalmat magának akarta, de egyedüli terület, amit Keleti Frank Királyságon kívül meg tudott szerezni, az Lotaringia volt. A franciák Odót „választották meg”, aki eleinte nagy harcokat vívott III. Vid spoletói herceggel a hatalomért, aki Arnulffal is szemben állt Lotaringiában. Frankföldi bukása után Vid megpróbálkozott Itáliában is, de ott végül Berengárt koronázták királlyá 888-ban. Az ő uralmával született meg a frankoktól független, önálló Itáliai királyság.

### A Frank Birodalom felosztása időrendben

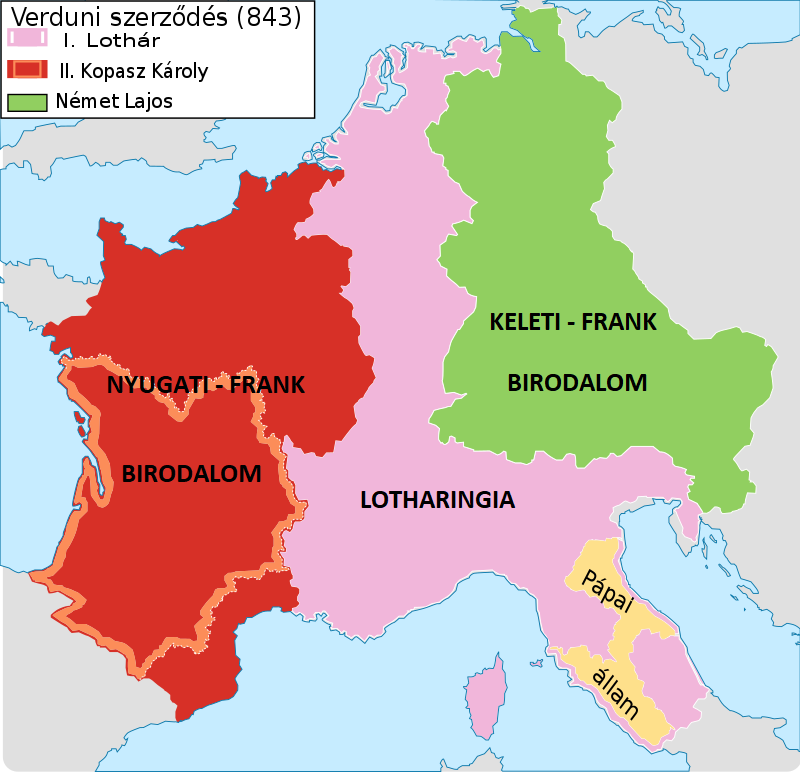
A verduni szerződés után 843-ban létrejött, három részre osztott Frank Birodalom, Nyugati Frank Királyság,Középső Frank Királyság és Keleti Frank Királyság
A Frank királyságok határai 855-ben
A határok 870-ben
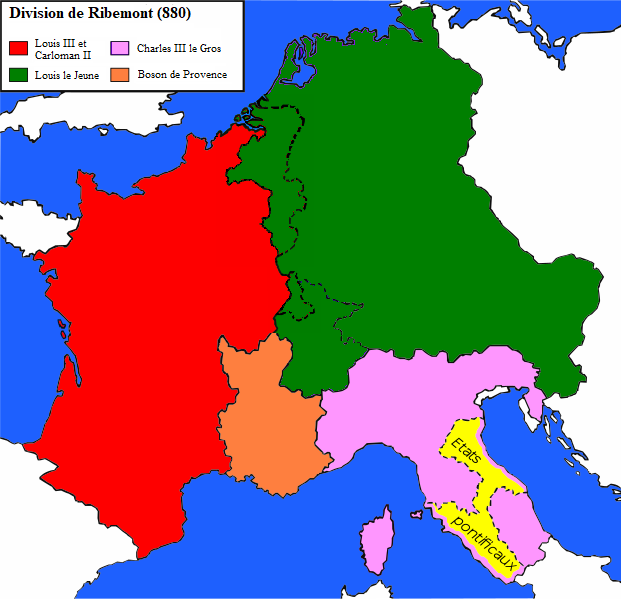
A Ribemont-i szerződésben rögzített határok 880-ban

- Verduni szerződés (843)
- Prümi szerződés (855)
- Meersseni szerződés (870)
- Ribemont-i szerződés (880)

## Megszűnése
Miközben a sorozatos trónharcok, magyar és muszlim betörések gyengítették a király hatalmát, Madarász Henrik és fia Nagy Ottó megteremtették egy erős német állam alapjait. II. Berengár 960-ban megtámadta XII. János pápát, majd 962-ben ostrom alá vette Rómát. Időközben azonban Ottó megérkezett seregével és elkergette Berengár seregét Róma falai alól. Jutalmul ezért a pápa Ottót császárrá koronázta, ennek az eseménynek köszönhetően jött létre a Német-római Birodalom.Ottó ezt követően is folytatta hadjáratát Berengár ellen, akit 963-ra teljesen legyőzött. Berengár fogságba esett és a Német-római Birodalomba vitték, ahol 966-ban halt meg. 963-at követően az itáliai király címet a császárok, illetve a császári cím várományosai viselték. A Milánóban a lombard vaskoronával végzett itáliai királlyá koronázás előfeltételévé vált a római császári koronázásnak egészen a 15. század végéig, amikor I. Miksa német-római császár egyik koronázást sem végeztette el.